# Касаткин, Константин Викторович
Константин Викторович Каса́ткин (род. 1 мая 1976, Архангельск) — российско-казахстанский хоккеист, центральный нападающий.

## Биография
Воспитанник ярославского хоккея.
В Суперлиге провел 94 игры в регулярном чемпионате и 8 игр в плей-офф, набрав 10+19 очков по системе «гол+пас».
В высшей лиге чемпионата России провел 536 игр в регулярном чемпионате и 93 игры в плей-офф, набрав 168+243 очка.
В чемпионате Казахстана провел 61 игру и 8 игр в плей-офф, набрав 23+38 очков.
С 2010 года выступает в ВХЛ. В регулярном чемпионате провел 144 игры, в плей-офф — 26 игр. Набрал 33+51 очков.
В составе сборной Казахстана выступал на чемпионатах мира 2007 и 2008 года. Сыграл 10 игр, набрал 4+4 очка.
В качестве тренера на протяжении пяти сезонов работал с «Локо-Юниор», который привёл к чемпионству НМХЛ в 2021 году. После этого вместе с командой, которая теперь называлась «Локо-76» перешёл в МХЛ и сходу вышел в плей-офф, заняв восьмое место в Восточной конференции. В сезоне 2023/2024 возглавлял «Капитан». Летом 2024 года Касаткин стал главным тренером «Алмаза».

## Достижения
- — чемпионат мира (1 дивизион) — 2007
- — чемпионат мира (1 дивизион) — 2008
- — чемпион Казахстана — 2006
- — чемпион Высшей лиги — 1998, 2002, 2004, 2009, 2010
- Лучший бомбардир чемпионата Казахстана по системе «гол+пас» — 2005/06 (7+15)
- Лучший ассистент чемпионата Казахстана — 2005/06 (15 очков)